# Karel Pruský
Fridrich Karel Alexandr Pruský (Friedrich Carl Alexander von Preußen; 29. června 1801 – 21. ledna 1883) byl pruský princ, mladší syn pruského krále Fridricha Viléma III. Po většinu svého dospělého života sloužil jako pruský generál a stal se prvním Herrenmeisterem (velmistrem) Řádu johanitů (braniborské bailivy) po jeho obnovení jako rytířského řádu. Ještě častěji bývá připomínán jako mecenáš umění a pro své rozsáhlé sbírky umění a brnění.

## Život
Princ Karel vstoupil do pruské armády v roce 1811 ve věku deseti let v hodnosti poručíka gardového pluku. V roce 1819 se stal členem pruské Státní rady (Staatsrat). Roku 1820 se stal majorem v prvním pluku pěší gardy. V roce 1822 se stal plukovníkem 12. pěšího pluku a roku 1824 byl povýšen na generálmajora. V roce 1830 velel 2. gardové divizi. Dále byl v roce 1832 povýšen na generálporučíka a v roce 1844 na generála pěchoty. Působil jako generální inspektor (1848) a jako hlavní zbrojmistr (Generalfeldzeugmeister) a velitel dělostřelectva (1854).
Dále Karel sloužil jako guvernér Mohuče v letech 1864 až 1866. V roce 1852 se stal velmistrem obnoveného řádu johanitů (braniborské bailivy).
26. května 1827 se Karel v Charlottenburgu oženil s princeznou Marií Sasko-Výmarsko-Eisenašskou, dcerou velkovévody Karla Friedricha a jeho manželky Marie Pavlovny. Manželství bylo uzavřeno z politických důvodů, ale bylo šťastné. O dva roky později, v roce 1829, se Mariina mladší sestra Augusta provdala za Karlova staršího bratra Viléma, budoucího císaře.
Karel a Marie měli tři děti:
| obraz | název                    | Narození        | Smrt            | Poznámky |
| ----- | ------------------------ | --------------- | --------------- | --- |
|       | Fridrich Karel Pruský    | 20. března 1828 | 15. června 1885 | Choť princezna Maria Anna Anhaltsko-Desavská; otec Louisy Markéty Pruské, vévodkyně z Connaughtu a Strathearnu |
|       | Marie Louisa Anna Pruská | 1. března 1829  | 10. května 1901 | Choť Alexis Hesensko-Philippsthalsko-Barchfeldský                                                              |
|       | Anna Pruská              | 17. května 1836 | 12. června 1918 | Choť Fridrich Vilém Hesensko-Kasselský                                                                         |

Rodina žila na berlínské třídě Wilhelmstrasse, naproti rezidenci německého kancléře Otto von Bismarcka. Ve svém paláci nashromáždila velké bohatství, zejména mnoho uměleckých pokladů. Karel byl také sběratelem vzácných zbraní a vytrvale získával a sbíral nože, meče, dýky, pušky, pistole a revolvery z mnoha různých zemí a časových období.

## Předkové
|              |                                                  |  |                                           |                                                          |  |  |  |  |  |  |  | Fridrich Vilém I. |
|              |                                                  |  |                                           |                                                          |  |  |  |  |  |  |  |                   |
|              | August Vilém Pruský                              |  |                                           |                                                          |  |  |  |  |  |  |  |                   |
|              |                                                  |  |                                           |                                                          |  |  |  |  |  |  |  |                   |
|              |                                                  |  |                                           | Žofie Dorotea Hannoverská                                |  |  |  |  |  |  |  |                   |
|              |                                                  |  |                                           |                                                          |  |  |  |  |  |  |  |                   |
|              | Fridrich Vilém II.                               |  |                                           |                                                          |  |  |  |  |  |  |  |                   |
|              |                                                  |  |                                           |                                                          |  |  |  |  |  |  |  |                   |
|              |                                                  |  |                                           | Ferdinand Albert II. Brunšvicko-Wolfenbüttelský          |  |  |  |  |  |  |  |                   |
|              |                                                  |  |                                           |                                                          |  |  |  |  |  |  |  |                   |
|              | Luisa Amálie Brunšvicko-Wolfenbüttelská          |  |                                           |                                                          |  |  |  |  |  |  |  |                   |
|              |                                                  |  |                                           |                                                          |  |  |  |  |  |  |  |                   |
|              |                                                  |  |                                           | Antonie Amálie Brunšvicko-Wolfenbüttelská                |  |  |  |  |  |  |  |                   |
|              |                                                  |  |                                           |                                                          |  |  |  |  |  |  |  |                   |
|              | Fridrich Vilém III.                              |  |                                           |                                                          |  |  |  |  |  |  |  |                   |
|              |                                                  |  |                                           |                                                          |  |  |  |  |  |  |  |                   |
|              |                                                  |  |                                           | Ludvík VIII. Hesensko-Darmstadtský                       |  |  |  |  |  |  |  |                   |
|              |                                                  |  |                                           |                                                          |  |  |  |  |  |  |  |                   |
|              | Ludvík IX. Hesensko-Darmstadtský                 |  |                                           |                                                          |  |  |  |  |  |  |  |                   |
|              |                                                  |  |                                           |                                                          |  |  |  |  |  |  |  |                   |
|              |                                                  |  |                                           | Šarlota z Hanau-Lichtenbergu                             |  |  |  |  |  |  |  |                   |
|              |                                                  |  |                                           |                                                          |  |  |  |  |  |  |  |                   |
|              | Frederika Luisa Hesensko-Darmstadtská            |  |                                           |                                                          |  |  |  |  |  |  |  |                   |
|              |                                                  |  |                                           |                                                          |  |  |  |  |  |  |  |                   |
|              |                                                  |  |                                           | Kristián III. Falcko-Zweibrückenský                      |  |  |  |  |  |  |  |                   |
|              |                                                  |  |                                           |                                                          |  |  |  |  |  |  |  |                   |
|              | Karolína Falcko-Zweibrückenská                   |  |                                           |                                                          |  |  |  |  |  |  |  |                   |
|              |                                                  |  |                                           |                                                          |  |  |  |  |  |  |  |                   |
|              |                                                  |  |                                           | Karolína Nasavsko-Saarbrückenská                         |  |  |  |  |  |  |  |                   |
|              |                                                  |  |                                           |                                                          |  |  |  |  |  |  |  |                   |
| Karel Pruský |                                                  |  |                                           |                                                          |  |  |  |  |  |  |  |                   |
|              |                                                  |  |                                           |                                                          |  |  |  |  |  |  |  |                   |
|              |                                                  |  | Adolf Fridrich II. Meklenbursko-Střelický |                                                          |  |  |  |  |  |  |  |                   |
|              |                                                  |  |                                           |                                                          |  |  |  |  |  |  |  |                   |
|              | Karel Ludvík Fridrich Meklenbursko-Střelický     |  |                                           |                                                          |  |  |  |  |  |  |  |                   |
|              |                                                  |  |                                           |                                                          |  |  |  |  |  |  |  |                   |
|              |                                                  |  |                                           | Kristiana Emilie Schwarzbursko-Sondershausenská          |  |  |  |  |  |  |  |                   |
|              |                                                  |  |                                           |                                                          |  |  |  |  |  |  |  |                   |
|              | Karel II. Meklenbursko-Střelický                 |  |                                           |                                                          |  |  |  |  |  |  |  |                   |
|              |                                                  |  |                                           |                                                          |  |  |  |  |  |  |  |                   |
|              |                                                  |  |                                           | Arnošt Fridrich I. Sasko-Hildburghausenský               |  |  |  |  |  |  |  |                   |
|              |                                                  |  |                                           |                                                          |  |  |  |  |  |  |  |                   |
|              | Alžběta Sasko-Hildburghausenská                  |  |                                           |                                                          |  |  |  |  |  |  |  |                   |
|              |                                                  |  |                                           |                                                          |  |  |  |  |  |  |  |                   |
|              |                                                  |  |                                           | Žofie Albertina z Erbachu                                |  |  |  |  |  |  |  |                   |
|              |                                                  |  |                                           |                                                          |  |  |  |  |  |  |  |                   |
|              | Luisa Meklenbursko-Střelická                     |  |                                           |                                                          |  |  |  |  |  |  |  |                   |
|              |                                                  |  |                                           |                                                          |  |  |  |  |  |  |  |                   |
|              |                                                  |  |                                           | Ludvík VIII. Hesensko-Darmstadtský                       |  |  |  |  |  |  |  |                   |
|              |                                                  |  |                                           |                                                          |  |  |  |  |  |  |  |                   |
|              | Jiří Vilém Hesensko-Darmstadtský                 |  |                                           |                                                          |  |  |  |  |  |  |  |                   |
|              |                                                  |  |                                           |                                                          |  |  |  |  |  |  |  |                   |
|              |                                                  |  |                                           | Šarlota z Hanau-Lichtenbergu                             |  |  |  |  |  |  |  |                   |
|              |                                                  |  |                                           |                                                          |  |  |  |  |  |  |  |                   |
|              | Frederika Hesensko-Darmstadtská                  |  |                                           |                                                          |  |  |  |  |  |  |  |                   |
|              |                                                  |  |                                           |                                                          |  |  |  |  |  |  |  |                   |
|              |                                                  |  |                                           | Kristián Karel Reinhard z Leiningen-Dachsburg-Falkenburg |  |  |  |  |  |  |  |                   |
|              |                                                  |  |                                           |                                                          |  |  |  |  |  |  |  |                   |
|              | Marie Luisa Leiningensko-Falkenbursko-Dagsburská |  |                                           |                                                          |  |  |  |  |  |  |  |                   |
|              |                                                  |  |                                           |                                                          |  |  |  |  |  |  |  |                   |
|              |                                                  |  |                                           | Kateřina Polyxena ze Solms-Rödelheim                     |  |  |  |  |  |  |  |                   |
|              |                                                  |  |                                           |                                                          |  |  |  |  |  |  |  |                   |